# Álbum sin título de Korn
El octavo álbum de estudio sin título de Korn, frecuentemente conocido como Untitled o Korn II, fue lanzado el 31 de julio de 2007, a través de Virgin Records y es hasta la fecha, el único álbum sin un baterista oficial, ya que David Silveria dejó la banda en 2006. La banda contrató a los bateristas Terry Bozzio y Brooks Wackerman para tocar las partes de batería. El álbum fue lanzado intencionalmente sin título, ya que Davis razonó, "¿Por qué no dejar a nuestros fanáticos llamarlo lo que ellos quieran llamarlo?". El álbum se volvió disco de oro en los Estados Unidos el 30 de octubre de 2007.

## Antecedentes e información
Este álbum fue el primero sin el exbaterista David Silveria, en su lugar, Korn enlistó la ayuda de Terry Bozzio, Brooks Wackerman, además de Jonathan Davis para la batería. También, la banda reclutó a Zac Baird como tecladista en el álbum. Un artículo de MTV publicado el 17 de mayo de 2007 incluye una entrevista con Munky ya que detalla el proceso del nuevo disco, mientras revelando algunos títulos de canciones. El 28 de mayo, el vocalista Jonathan Davis fue entrevistado en la estación radial holandesa 3FM tras la actuación de la banda en el Pinkpop Festival. Él comentó en el futuro álbum de la banda, diciendo que "no será titulado." Elaboró, "Tuvimos al más grande baterista Terry Bozzio y a Brooks Wackerman de Bad Religion y yo toqué la batería en algunas canciones también. Estoy tan orgulloso de ello, no podemos esperar a mostrarle a la gente lo que hicimos." Davis dijo que "No queríamos darle título al álbum. No tiene barreras. No tiene límites y ¿por qué no dejar a nuestros fanáticos llamarlo lo que ellos quieran llamarlo?" Es el primer y único álbum de Korn en ser grabado por la banda como un trío.

### Contribuciones de Terry Bozzio
Tras grabar exitosamente seis temas con Bozzio, Zac Baird comentó que Bozzio no formaría parte de la banda en el Family Values Tour 2007. Jonathan Davis dijo que "las cosas se pusieron extrañas [con Bozzio]." Brooks Wackerman de Bad Religion fue traído para grabar algunas canciones, e incluso Jonathan Davis contribuyó, algo que no ha hecho desde Issues de 1999. Munky dijo en una entrevista que Bozzio se impuso así mismo en la banda. También mencionó que entre otras cosas, Bozzio exigió que fuera un integrante de tiempo completo de la banda además de recibir el 25% de interés; la banda sintió que esto era "ofensivo", y de antemano, Korn decidió hacer la gira sin Bozzio. Joey Jordison de Slipknot haría la gira con Korn en el Family Values Tour, junto con el Bitch We Have a Problem Tour.

## Estilo
rock alternativo
nu metal
metal progresivo
experimental

## Recepción crítica
El álbum tuvo una recepción tibia y se topó con una respuesta mixta por parte de la crítica ya que Metacritic le dio el puntaje de (51/100), mientras que el puntaje promedio de los usuarios fue (7.4/10). Las reseñas más positivas vinieron de IGN, The Gauntlet, y Billboard. IGN notó que, "Ahí hay una cohesión total de inicio a fin, y escuchas repetidas continúan revelando elementos nuevos e intrigantes en cada vuelta, lo que prepara bien para el futuro". Mientras que The Gauntlet escribió, "'Untitled' es el disco más articulado que la banda ha traído hasta la fecha." Entertainment Weekly también aplaudió el disco por ser el mejor lanzamiento "desde 'Issues' de 1999".
Por el contrario, el crítico Stephen Thomas Erlewine de AllMusic notó que la banda estaba pasando por una "depresión de mediana edad" y que el álbum "no los libera de ella." Rolling Stone aseveró que Korn suena "herido y disminuido", mientras que PopMatters estuvo de acuerdo, llamándolo "cansado, soso y anticuado... meramente yendo a través de los movimientos en lugar de crear música honesta."

## Lista de canciones
| N.º | Título                   | Duración |  |
| 1.  | «Intro»                  | 1:57     |  |
| 2.  | «Starting Over»          | 4:02     |  |
| 3.  | «Bitch We Got a Problem» | 3:22     |  |
| 4.  | «Evolution»              | 3:37     |  |
| 5.  | «Hold On»                | 3:06     |  |
| 6.  | «Kiss»                   | 4:10     |  |
| 7.  | «Do What They Say»       | 4:17     |  |
| 8.  | «Ever Be»                | 4:48     |  |
| 9.  | «Love and Luxury»        | 3:00     |  |
| 10. | «Innocent Bystander»     | 3:28     |  |
| 11. | «Killing»                | 3:36     |  |
| 12. | «Hushabye»               | 3:52     |  |
| 13. | «I Will Protect You»     | 5:29     |  |

Deluxe Edition
| Deluxe Edition |                                                  |          |  |
| N.º            | Título                                           | Duración |  |
| 14.            | «Sing Sorrow» (Bonus Track)                      | 4:35     |  |
| 15.            | «Overture or Obituary» (iTunes Bonus Track Only) | 3:02     |  |

## Posiciones
Álbum
| Lista (2007)                    | Posición |
| ------------------------------- | -------- |
| Australian Albums Chart         | 11       |
| Austrian Albums Chart           | 3        |
| Belgian Albums Chart (Flanders) | 28       |
| Belgian Albums Chart (Wallonia) | 17       |
| Canadian Albums Chart           | 5        |
| Danish Albums Chart             | 20       |
| Dutch Albums Chart              | 32       |
| Finnish Albums Chart            | 2        |
| French Albums Chart             | 8        |
| German Albums Chart             | 3        |
| Irish Albums Chart              | 31       |
| Italian Albums Chart            | 19       |
| Mexican Albums Chart            | 11       |
| New Zealand Albums Chart        | 3        |
| Norwegian Albums Chart          | 24       |
| Polish Albums Chart             | 23       |
| Spanish Albums Chart            | 55       |
| Swedish Albums Chart            | 17       |
| Swiss Albums Chart              | 9        |
| UK Albums Chart                 | 15       |
| US Billboard 200                | 2        |
| US Billboard Top Rock Albums    | 1        |